# Stewart SF01
Stewart SF01 — болід Формули-1 команди Stewart, спроєктований під керівництвом Алана Дженкінса для участі в сезоні 1997 року. Автомобіль став першим в історії новоствореної команди триразового чемпіона світу Джекі Стюарта та його сина Пола.

## Проєктування та презентація
Проєктуванням боліду нової команди займалася група інженерів під керівництвом Алана Дженкінса, що раніше займав посаду технічного директора Footwork.
Автомобіль було представлено публіці на офіційній презентації команди 19 грудня 1996 року в Лондоні.

## Сезон

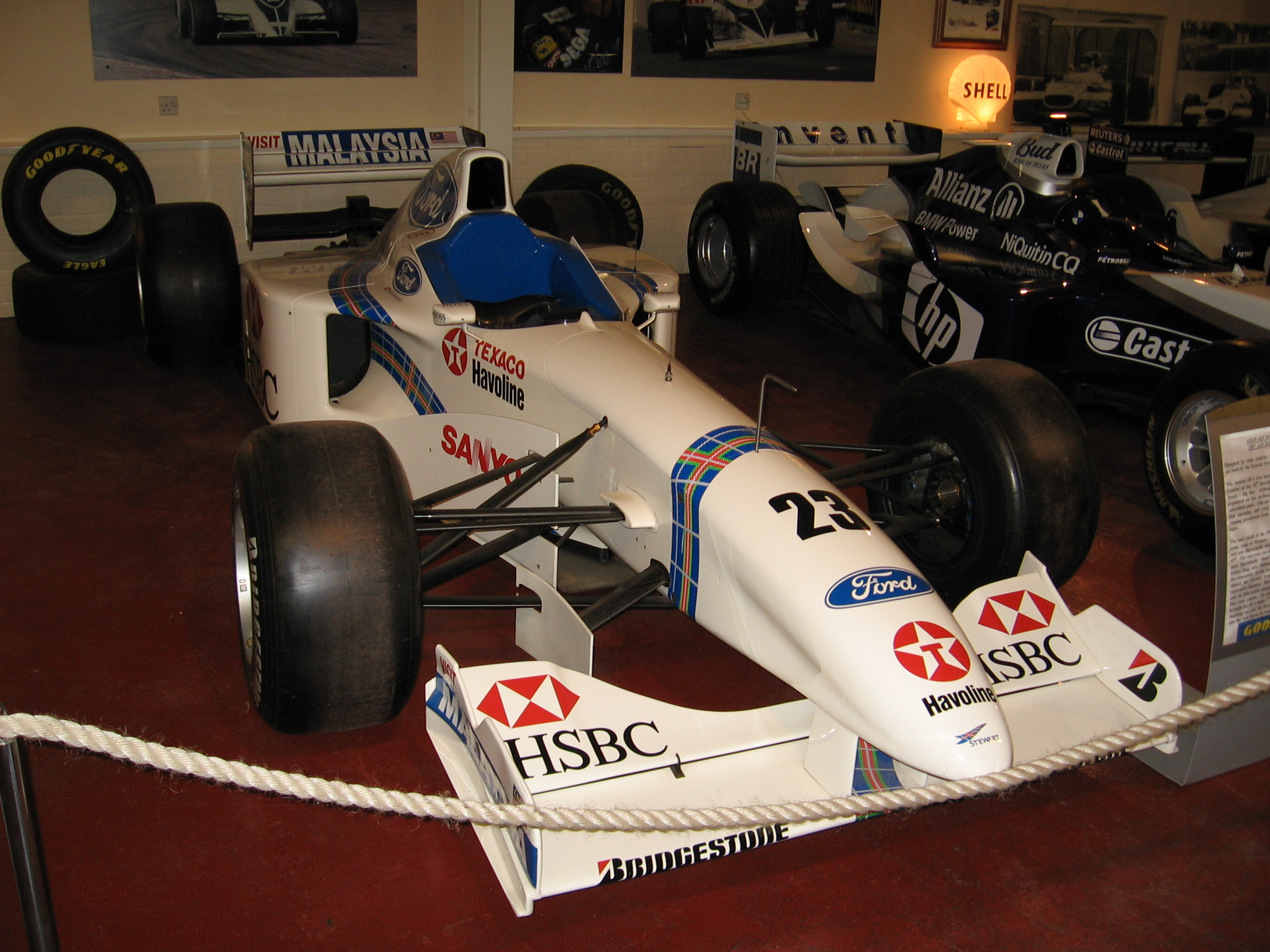
SF01 Яна Магнуссена в музеї траси Донінгтон Парк, Велика Британія.

Протягом сезону команда показала себе з кращої сторони та змогла закріпитися у складі середньої групи учасників. Автомобіль на деяких етапах був достатньо швидким, щоб давати пілотам надію на очки. Так, Рубенс Баррікелло взяв на себе роль лідера команди та декілька разів зміг продемострувати свою швидкість, як, наприклад, на третьому етапі сезону в Аргентині, де зміг зайняти 5 позицію в кваліфікації, або на етапі в Канаді, де Баррікелло поступився кваліфікаційним часом лише Ferrari Міхаеля Шумахера та Williams Жака Вільнева. Ян Магнуссен часто не міг підтримувати швидкість Барікелло на етапах та лише раз за сезон зміг стартувати з першої десятки. Найкращу кваліфікацію пілоти Stewart Grand Prix змогли провести на етапі в Австрії, де під кінець дощової суботньої сессії змогли показати 5-й та 6-й результат. Однак його не вдалося реалізувати в гонці.
Найкращою гонкою ж сезону став Гран-Прі Монако, що другий рік поспіль проходив у дощових умовах. Рубенс Баррікелло зміг втримати машину на вологій трасі та уникнути численних аварій, що принесло йому друге місце і перший подіум команді всього в 5-й гонці з початку існування.
Загалом, не зважаючи на швидкість, що подекуди з'являлася, надійність увесь сезон залишалася основною ахілесовою п'ятою команди. З 34 спроб участі в Гран-прі, пілотам вдалося доїхати до фінішу лише 8 разів і в більшості випадків причиною сходів з дистанції були механічні проблеми. Здобути очки після Гран-Прі Монако так більше і не вдалося.
Команда закінчила сезон з шістьма очками та зайняла дев'яте місце в Кубку Конструкторів сезону 1997. Не зважаючи на такий підсумок, результат сезону задовольнив головних акціонерів із компанії Ford та сім'ю Стюартів, тож контракти з пілотами та основними працівниками інженерного складу було продовжено ще на рік для розвитку потенціалу.

## Результати
| Рік      | Команда                    | Двигун              | Шини | Пілоти            | 1    | 2    | 3    | 4    | 5   | 6    | 7    | 8    | 9    | 10   | 11   | 12   | 13   | 14   | 15   | 16   | 17   | Очки | Місце |
| -------- | -------------------------- | ------------------- | ---- | ----------------- | ---- | ---- | ---- | ---- | --- | ---- | ---- | ---- | ---- | ---- | ---- | ---- | ---- | ---- | ---- | ---- | ---- | ---- | ----- |
| 1997     | HSBC Malaysia Stewart Ford | Ford VJ Zetec-R V10 | B    |                   | АВС  | БРА  | АРГ  | СМР  | МОН | ІСП  | КАН  | ФРА  | ВЕЛ  | НІМ  | УГО  | БЕЛ  | ІТА  | АВТ  | ЛЮК  | ЯПО  | ЄВР  | 6    | 9     |
| 1997     | HSBC Malaysia Stewart Ford | Ford VJ Zetec-R V10 | B    | Рубенс Баррікелло | Схід | Схід | Схід | Схід | 2   | Схід | Схід | Схід | Схід | Схід | Схід | Схід | 13   | 14   | Схід | Схід | Схід | 6    | 9     |
| 1997     | HSBC Malaysia Stewart Ford | Ford VJ Zetec-R V10 | B    | Ян Магнуссен      | Схід | Схід | 10   | Схід | 7   | 13   | Схід | Схід | Схід | Схід | Схід | 12   | Схід | Схід | Схід | Схід | 9    | 6    | 9     |
| Джерело: |                            |                     |      |                   |      |      |      |      |     |      |      |      |      |      |      |      |      |      |      |      |      |      |       |